# Айман Сафаді
Айман Сафаді (араб. أيمن الصفدي ʾAyman Aṣ-ṣafadī) (15 січня 1962) — йорданський політик, віцепрем'єр-міністр і міністр закордонних справ та експатріантів Йорданії.

## Життєпис
Народився 15 січня 1962 року в місті Ез-Зарка, Йорданія. Він отримав ступінь бакалавра з англійської літератури в Університеті Ярмук в місті Ірбід і ступінь магістра з міжнародної журналістики в Бейлорському університеті, яку він отримав у 1992 році.
Він працював генеральним директором Abu Dhabi Media Company, генеральним директором Jordan Radio and Television Corporation, головним редактором і оглядачем щоденної газети Al-Ghad і головним редактором The Jordan Times.
У 2015 році Сафаді був призначений членом ради директорів телеканалу Al-Mamlaka. Він заснував у 2014 році та є головним виконавчим директором Path Arabia, політичної та комунікаційної стратегії та консалтингової компанії, яка працює в Абу-Дабі.
З 2008 по 2011 рік він працював радником короля Абдалли II у Королівському хашимітському суді, віцепрем'єр-міністром, державним міністром і речником уряду. Сафаді був членом сенату Йорданії з вересня 2016 року до свого призначення міністром у 2017 році. Він також працював прес-секретарем Місії ООН з надання допомоги Іраку (UNAMI).
Сафаді був призначений міністром закордонних справ 15 січня 2017 року, замінивши Насера Джуде. 12 жовтня 2020 року він також був призначений віцепрем'єр-міністром в кабінеті Бішера Аль-Хасауни.